# Каменна (Куявсько-Поморське воєводство)
Каменна (пол. Kamienna) — село в Польщі, у гміні Любень-Куявський Влоцлавського повіту Куявсько-Поморського воєводства.
Населення — 84 особи (2011).
У 1975-1998 роках село належало до Влоцлавського воєводства.

## Демографія
Демографічна структура станом на 31 березня 2011 року:
|          | Загалом | Допрацездатний вік | Працездатний вік | Постпрацездатний вік |
| -------- | ------- | ------------------ | ---------------- | -------------------- |
| Чоловіки | 39      | 3                  | 33               | 3                    |
| Жінки    | 45      | 8                  | 27               | 10                   |
| Разом    | 84      | 11                 | 60               | 13                   |